# Хофстеде де Гроот, Петрус
Петрус Хофстеде де Гроот (нидерл. Petrus Hofstede de Groot; 8 октября 1802, Лер — 5 декабря 1886, Гронинген) — нидерландский протестантский богослов.

## Биография
Петрус Хофстеде де Гроот родился в Лере (Восточная Фризия), с 1813 года жил в Гронингене. Получил образование в гимназии и университете Гронингена, куда он поступил в 1819 году. Три года изучал там литературу, затем переключился на изучение теологии. В 1826—1829 годах служил пастором в Ульруме, затем став профессором теологии в Гронингене, прожив в этом городе до конца жизни.
В 1831 году был избран руководителем Голландского миссионерского общества в Роттердаме. С 1837 по 1872 год был одним из редакторов Waarheid в Liefde, где в своих статьях активно защищал «традиционную» веру от движения «новой теологии», создав в противовес ему движение так называемой «гронингенской теологии». В 1847 году был награждён орденом Нидерландского льва. В 1872 году вышел в отставку. Был известен своей активной общественной деятельностью, которая включала поддержку народного образования и помощь бедным.
Его наиболее известные работы: «Theologia naturalis» (1834); «Institutiones historiae ecclesiae» (1835); «Encyclopädia Theologi Christiani» (в Паро, 1840); «Dogmatica et Apologetica Christiana» (с 1845); «Opvoeding der Menschheid» (1847) — его главное сочинение; «50 jaren in de Theologie» (1872); «Oud-catholicke-beweging in het licht der kerkgeschiedenis» (1877) и другие. Свои труды он писал как на латыни, так и на голландском.